# Зельдович, Александр Ефимович
Александр Ефимович Зельдович (род. 4 декабря 1958, Москва) — советский и российский кинорежиссёр, сценарист и продюсер. 

## Биография
Отец — Ефим Павлович Зельдович (1925—1964), инженер, умер в возрасте 38 лет от  лимфогранулематоза.
Мать Алла Ефремовна Гербер (род. 1932) — писательница, политический и общественный деятель, правозащитница.
Учился в средней физико-математической школе № 2 (ныне — лицей «Вторая школа»).
В 1980 году окончил психологический факультет МГУ. Два года работал психологом в медицинских учреждениях Москвы.
Затем поступил на Высшие курсы сценаристов и режиссёров (мастерские Глеба Панфилова и Александра Митты, работу с актёром преподавал Анатолий Васильев), которые окончил в 1986 году. Снял короткометражные фильмы «Прогулка по городу» (1983), «Мальва» (1984), «Воительница» (1986).
С 1986 года — режиссёр-постановщик киностудии «Мосфильм».
В большом кино дебютировал в 1990 году с картиной «Закат» — фантазией на темы Исаака Бабеля. Фильм демонстрировался во внеконкурсной программе многочисленных фестивалей, а также на МКФ в Берлине (участие в Программе «Forum»).
В начале 90-х учился режиссуре и продюсированию в Европейской киноакадемии (Берлин) по гранту «Nipkow Programm».
В 2000 году А. Зельдович представил свой фильм «Москва» по сценарию, написанному в соавторстве с Владимиром Сорокиным. Картина, ставшая событием российского кино, участвовала в официальной программе МКФ в Венеции и многих других международных кинофестивалях и удостоена премий в различных номинациях.
В феврале 2003 года А. Зельдович дебютировал как театральный режиссёр, осуществив вместе с художниками AES+F на сцене Центра им. Вс. Мейерхольда постановку спектакля «Отелло» по одноимённой пьесе У. Шекспира. События пьесы были перенесены в наши дни, в ней остались лишь главные действующие лица — Отелло, Дездемона, Эмилия и Яго.
Премьера картины «Мишень» (2011), также созданной по сценарию в соавторстве с Владимиром Сорокиным, состоялась на МКФ в Берлине. В дальнейшем фильм был показан на множестве международных фестивалей, был удостоен Гран-при на фестивале фантастического кино в Фантаспоа (2011), удостоен национальной премии кинокритики и кинопрессы «Белый слон» в трёх номинациях.
В 2011−2012 годах преподавал режиссуру кино на факультете режиссуры, кино и телевидения в Институте современного искусства в Москве.
В 2017–2018 годах преподавал кинорежиссуру в Школе дизайна Высшей школе экономики.
Летом 2016 года совместно с художниками AES+F поставил в Электротеатре Станиславский спектакль «Психоз» по пьесе Сары Кейн.
В настоящее время является генеральным директором ООО «Одиннадцать».
Живет и работает в Берлине, занимается предпринимательской деятельностью. В Москве бывает редко.

## Общественная позиция
В 2009 году подписал письмо против реабилитации сталинизма.
В 2012 году выступал за прекращение преследования участниц панк-группы «Pussy Riot».
В марте 2013 года записал для проекта «Против гомофобии» видеообращение, в котором выступил против закона о запрете пропаганды гомосексуализма.
В марте 2014 года подписал письмо «Мы с Вами!» КиноСоюза в поддержку смены власти на Украине.
В 2018 году поддержал обращение Европейской киноакадемии в защиту осужденного в России украинского режиссера Олега Сенцова.
В сентябре 2020 года подписал письмо в поддержку протестных акций в Белоруссии.
В феврале 2022 года подписал открытое письмо КиноСоюза против военного вторжения России на Украину .

## Творчество

### Фильмография
- «Сияние»

- 1983 — «Ночью по городу» (короткометражный), сценарист (совместно с Надеждой Кожушаной, режиссёр)
- 1984 — «Мальва» (короткометражный) — режиссёр
- 1986 — «Воительница» (короткометражный) — режиссёр
- 1990 — «Закат» — режиссёр
- 2000 — «Москва» — режиссёр, сценарист (совместно с Владимиром Сорокиным)
- 2002 — «Процесс» (полнометражный документальный фильм)[20]
- 2004 — «Зима. Весна» (короткометражный) — режиссёр, сценарист
- 2011 — «Мишень» — режиссёр, сценарист (совместно с Владимиром Сорокиным)
- 2021 — «Медея»
- 2023 — «Алла Гербер. Повесть» (документальный фильм в 6 частях, снятый совместно с Фондом «Культура достоинства» имени Геннадия Бурбулиса)[21], — режиссёр.

### Участие в телепрограммах
- 2011 — «Апокриф»: «Гулливер в стране лилипутов» (телеканал Культура)[22]
- 2011 — «Магия кино» (телеканал Культура)[23]
- 2012 — «Закрытый показ» — телепремьера и обсуждение фильма «Мишень» (Первый канал)[24]
- 2012 — «Линия жизни. Леонид Десятников» (телеканал Культура)[25]

## Галерея
- Москва 2008. Авторы сценария к/ф «Мишень» Владимир Сорокин и А. Зельдович.